# Le Freak
"Le Freak" là bài hát của ban nhạc người Mỹ Chic, trích từ album C'est Chic (1978). Đây là đĩa đơn thứ ba trong sự nghiệp của ban nhạc, và là đĩa đơn quán quân bảng xếp hạng Billboard 200 và R&B đầu tiên của họ. Ca khúc này cùng hai đĩa đơn "I Want Your Love" và "Chic Cheer" đã giúp Chic đứng đầu các bảng xếp hạng disco trong 7 tuần liên tiếp. Đĩa đơn này tiêu thụ được hơn 7 triệu bản, và cũng có được vị trí số 7 tại UK Singles Chart.
"Le Freak" cũng được Billboard xếp hạng là ca khúc số 3 của năm 1979. Sau đó ca khúc này cũng được xếp số 21 trong danh sách "Hot 100" về 100 giai điệu hay nhất trong 55 năm gần nhất của Billboard. Năm 2018, ca khúc được đưa vào Danh sách lưu trữ quốc gia của Thư viện Quốc hội Mỹ vì "ý nghĩa văn hóa, lịch sử và nghệ thuật".

## Danh sách ca khúc
Atlantic 7" 3519, 21 tháng 9 năm 1978
- A. "Le Freak" (7" Edit) – 3:30
- B. "Savoir Faire" – 4:57

Atlantic promo 12" DSKO 131, 1978 / Atlantic 12" DK 4700, 1978
- A. "Le Freak" – 5:23
- B. "Savoir Faire" – 4:57

Atlantic 12" DK 4620, 1978 / Atlantic Oldies promo 12" DSKO 178, 1979
- A. "Le Freak" – 5:23
- B. "You Can Get By" – 5:36

## Bảng xếp hạng
| Bảng xếp hạng (1978–79)                                                   | Vị trí cao nhất |
| ------------------------------------------------------------------------- | --------------- |
| Australia (Kent Music Report)                                             | 1               |
| Áo (Ö3 Austria Top 40)                                                    | 6               |
| Bỉ (Ultratop 50 Flanders)                                                 | 2               |
| Canada Top Singles (RPM)                                                  | 1               |
| Canada (RPM Adult Contemporary)                                           | 1               |
| Canada (RPM Dance Songs)                                                  | 1               |
| Canada (RPM Top 15 12-inch)                                               | 1               |
| France (SNEP)                                                             | 2               |
| Ireland (IRMA)                                                            | 20              |
| Italy (FIMI)                                                              | 2               |
| Hà Lan (Dutch Top 40)                                                     | 2               |
| Hà Lan (Single Top 100)                                                   | 5               |
| New Zealand (Recorded Music NZ)                                           | 1               |
| Na Uy (VG-lista)                                                          | 9               |
| South Africa                                                              | 1               |
| Thụy Điển (Sverigetopplistan)                                             | 6               |
| Thụy Sĩ (Schweizer Hitparade)                                             | 2               |
| UK Singles (Official Charts Company)                                      | 7               |
| US Billboard Hot 100                                                      | 1               |
| US Hot R&B/Hip-Hop Songs (Billboard)                                      | 1               |
| US Dance Club Songs (Billboard) (cùng "I Want Your Love" và "Chic Cheer") | 1               |
| US Billboard Adult Contemporary                                           | 48              |
| US Cash Box Top 100                                                       | 1               |
| Tây Đức (Official German Charts)                                          | 5               |

| Bảng xếp hạng (1987) (Jack Le Freak)          | Vị trí cao nhất |
| --------------------------------------------- | --------------- |
| Irish Singles Chart                           | 13              |
| UK Singles (Official Charts Company)          | 19              |
| US Dance Club Songs (Billboard)               | 15              |
| US Dance/Electronic Singles Sales (Billboard) | 21              |
| Chart (2013)                                  | Peak position   |
| Pháp (SNEP)                                   | 192             |

| Bảng xếp hạng (1978)   | Vị trí |
| ---------------------- | ------ |
| Canada RPM Top Singles | 132    |

| Bảng xếp hạng (1979)   | Vị trí |
| ---------------------- | ------ |
| Australia              | 8      |
| Canada RPM Top Singles | 42     |
| New Zealand            | 8      |
| South Africa           | 8      |
| US Billboard Hot 100   | 3      |
| US Cash Box            | 1      |

| Bảng xếp hạng (1958–2018) | Vị trí |
| ------------------------- | ------ |
| US Billboard Hot 100      | 24     |

## Chứng chỉ
| Quốc gia                                                                           | Chứng nhận  | Số đơn vị/doanh số chứng nhận |
| ---------------------------------------------------------------------------------- | ----------- | ----------------------------- |
| Canada (Music Canada)                                                              | 2× Bạch kim | 300.000^                      |
| Pháp (SNEP)                                                                        | Bạch kim    | 700,000                       |
| Anh Quốc (BPI)                                                                     | Vàng        | 500.000^                      |
| Hoa Kỳ (RIAA)                                                                      | Bạch kim    | 4,000,000                     |
| * Chứng nhận dựa theo doanh số tiêu thụ. ^ Chứng nhận dựa theo doanh số nhập hàng. |             |                               |